# David Morales
David Morales (New York, 25 augustus 1961)  is een Amerikaanse dj en producer die actief is in de housescene. Hij is met name bekend vanwege zijn grote aantal remixes voor artiesten zoals Mariah Carey en Michael Jackson en U2. Ook maakte hij de hits Needin' U (1998) en How would U feel (2004). Minder bekend is dat hij ook de producer is achter I'll be your friend van Robert Owens en hij ook hits produceerde voor Pet Shop Boys en Mariah Carey. Morales kan worden gezien als een van de invloedrijkste house-dj's. Vooral zijn werk als dj en remixer is vormend geweest voor het garage(house)geluid.

## Vroege jaren
David Morales werd in 1961 geboren en is van Puerto Ricaanse afkomst. Hij groeide op in een slecht deel van de wijk Brooklyn. Zijn school maakte hij niet af en richtte zich vanaf dat moment op een baan als dj en verdiende bij met baantjes in de keuken. In de late jaren zeventig en vroege jaren tachtig bouwde hij een naam op in de clubscene van New York. Daar raakte hij gedurende de jaren tachtig betrokken bij de opkomst van de garagescene. Met Robert Clivillés en David Cole van C+C Music Factory en met Chep Nuñez maakte hij in 1987 de single Do It Properly van 2 Puerto Ricans, a Blackman, and a Dominican, wat een van de eerste New Yorkse houseplaten werd.

## Remixer
Vanaf 1990 werd Morales populair als remixer voor popartiesten. Samen met Frankie Knuckles richtte hij Def Mix Productions op waarmee de Def remixen verschenen. Zo werd in 1993 een remix van Dreamlover van Mariah Carey een klassieker. Mariah en David bleken een gouden combinatie, want meerdere van zijn remixes voor haar bereikten de eerste plaats van de Amerikaanse dancehitlijsten. Voor haar produceerde hij verder het nummer Fantasy, wat een Grammy-nominatie opleverde. Ook Britney Spears, Michael Jackson, Janet Jackson, Eric Clapton, Pet Shop Boys, U2, Whitney Houston en Jamiroquai klopten aan voor een remix door Morales. In 1998 kreeg Morales een Grammy-nominatie voor remixer van het jaar. In 1999 won hij deze ook. Voor de Pet Shop Boys produceerde hij in 1999 de hit New York City Boy.

## Producer
Ook als producer liet Morales zo nu en dan van zich horen. Zo maakte hij in 1991 samen met Robert Owens het nummer I'll be your friend, dat een houseklassieker werd en in 1992 maakte hij voor Ten City het nummer My Peace Of Heaven. In 1993 verscheen het eerste album. The Program waarop hij samenwerkte met een groep artiesten die zich 'The Bad Yard Club' noemde. Daarop stonden de single In de Ghetto en Gimme Luv (Eenie Meenie Miny Mo), die het goed deden in de Amerikaanse dancehitlijsen. Ook werkte hij samen met toen nog onbekende Anastacia in het nummer Forever Luv. In 1998 richtte hij het project The Face op, waarmee hij de single Needin' U maakte. Dit nummer werd een van de zomerclubhits van 1998. In 2000 werd er nog een nieuwe versie van gemaakt met vocalen van Juliet Roberts. Voorts werkte hij samen met Albert Cabrera als MoCa, dat de singles Higher (2000) voortbracht. Eind 2004 verscheen het tweede album met 2 Worlds collide. Van dit album werd de single How Would U Feel een hitje. In 2012 bracht hij het album Changes digitaal uit. Daarop werkte hij samen met Róisín Murphy en Ultra Naté.

## Trivia
- Morales werd in zijn tienerjaren eenmaal geraakt in een schietpartij.[4]
- Het nummer I'll be your friend werd gemaakt nadat Owens en Morales een kleine ruzie hadden. Met de frase I'll be your friend werd de ruzie bijgelegd en ontstond de inspiratie voor het nummer.[3]
- David Morales kluste in 2000 bij als fotomodel. Hij deed dat voor Iceberg Jeans, waardoor hij in deze jeans in het blad Vogue stond.

## Selectieve discografie

### Albums
- The Program 1993
- 2 Worlds Collide 2004
- Changes 2012

### Singles
- 2 Puerto Ricans, a Blackman, and a Dominican - Do It Properly - 1987
- Gimme Luv (Eenie Meenie Miny Mo) - 1993
- Forever Luv (met Anastacia) - 1993
- In the Ghetto - 1994
- The Face - Needin' U - 1998
- MoCa - Higher 2000
- Needin' (met Juliet Roberts) U - 2000
- Winners (met Jocelyn Brown) - 2001
- How Would You Feel (met Lea-Lorién) - 2004
- Golden Era (met Róisín Murphy) - 2012

### Productie
- Robert Owens - I'll Be Your Friend - 1991
- Ten City - My Peace of Heaven - 1992
- Mariah Carey - Fantasy - 1995
- Kathy Brown - Joy - 1999
- Pet Shop Boys - New York City Boy - 1999

### Remixes
- 2 in a Room - "Wiggle It"
- The Adventures of Stevie V - "Dirty Cash (Money Talks)"
- Alison Limerick - "Where Love Lives"
- Annie Lennox - "Walking on Broken Glass"
- Aretha Franklin - "A Deeper Love"
- Basement Jaxx - "Bingo Bango"
- Björk - "Big Time Sensuality"
- The Brand New Heavies - "Never Stop"
- Britney Spears - "Circus"
- CeCe Peniston - "Finally"
- Céline Dion - "Loved Me Back to Life"
- Cerrone - "Love in C Minor"
- Chaka Khan - "Life is a Dance"
- Cher - "Woman's World"
- De La Soul - "A Roller Skating Jam Named Saturdays"
- Diana Ross - "Upside Down"
- Enrique Iglesias - "Rhythm Divine"
- Gloria Estefan - "Turn the Beat Around"
- Inner City - "Watcha Gonna Do with My Lovin'"
- Jamiroquai - "Cosmic Girl"
- Jamiroquai - "Space Cowboy"
- Janet Jackson - "Because of Love"
- Jaydee - "Plastic Dreams" (1997 Remixes)
- Jennifer Paige - "Crush"
- Kelis - "Get Along with You"
- Kylie Minogue - "Where Is the Feeling?"
- Lisa Stansfield - "What Did I Do to You?"
- Lisa Fischer - "Save Me"
- Madonna - "Deeper and Deeper"
- Mariah Carey - "Always Be My Baby"
- Mariah Carey - "Dreamlover"
- Masters At Work - "I Can't Get No Sleep '95"
- Michael Jackson featuring Janet Jackson - "Scream"
- Neneh Cherry - "Kisses on the Wind"
- P. M. Dawn - "Gotta Be...Movin' On Up"
- Robin S. - "I Wanna Thank Ya"
- Seal - "Newborn Friend"
- Shabba Ranks - "Mr. Loverman"
- Sheena Easton - "101"
- Spice Girls - "Spice Up Your Life"
- Spice Girls - "Who Do You Think You Are"
- Technotronic - "Pump Up the Jam"
- Tina Turner - "Goldeneye"
- U2 - "Discotheque"
- Whigfield - "Think of You"
- Whigfield - "Sexy Eyes"
- Whitney Houston - "So Emotional"

- Biblioteca Nacional de España: XX4616150
- Bibliothèque nationale de France: cb139394272 (data)
- Gemeinsame Normdatei: 134740459
- International Standard Name Identifier: 0000 0001 1654 8028
- Library of Congress Control Number: no2006131875
- MusicBrainz: 5cc3455b-99b4-415a-9acc-6c335b92f756
- Virtual International Authority File: 61311672
- WorldCat: E39PBJqqtfHc76fRv488qXbw4q